# John Coit Spooner
John Coit Spooner (Lawrenceburg, 1843. január 6. – New York, 1919. június 11.) az Amerikai Egyesült Államok szenátora (Wisconsin, 1885–1891 és 1897–1907).